# Giovanni Legrenzi

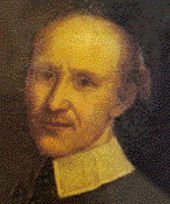
Giovanni Legrenzi

Giovanni Legrenzi (Clusone, Bergamo, 12 augustus 1626 - Venetië, 26 mei 1690) was een Italiaans componist en dirigent.

## Levensloop
Zijn vader, Giovanni Maria Legrenzi, was een professioneel violist en tot op zekere hoogte een componist. Legrenzi had twee broers en twee zussen, Een van zijn broers, Marco, was een getalenteerd muzikant, maar hij kwam al vroeg te overlijden. Legrenzi is een typisch voorbeeld van een autodidact. Het componeren leerde hij zichzelf aan en de meeste composities schreef hij dan ook gewoon thuis. Legrenzi had zijn eerste betrekking in Bergamo als organist in de Santa Maria Maggiore, een prachtige kerk met een beroemde muzikale geschiedenis. Na zijn priesterwijding in 1651 werd hij benoemd tot inwoner-kapelaan van deze kerk. Hoewel hij actief betrokken bleef bij de muziek en zelfs de titel van eerste organist kreeg in 1653, werd Maurizio Cazzati benoemd tot kapelmeester.
De eerste publicatie van Legrenzis muziek verscheen in 1654. Zijn benoeming tot organist was aanvankelijk omstreden, omdat hij betrokken was bij een gokschandaal. Uiteindelijk werd hij half februari 1655 toch benoemd. Aan het einde van 1655 nam Legrenzi ontslag in Bergamo, want hij werd in 1656 kapelmeester aan de 'Academie van de Heilige Geest' in Ferrara. De Academie was een broederschap van muziekleken, die voornamelijk liturgische diensten met muziek wilde prsenteren. Het gezelschap had een klein, maar zeer goed muzikaal etablissement met een indrukwekkende traditie. Legrenzi had vele zakelijke relaties in Bergamo, die hem voor de rest van zijn leven goed van dienst waren. De positie aan de 'Academie van de Heilige Geest' vergde niet veel tijd van Legrenzi en zo hield hij veel tijd over voor andere bezigheden. In het begin van 1660 had hij al acht concerten geschreven, en had hij gebroken met de elitaire operawereld.
Zijn eerste concerten werden opgevoerd in Venetië in 1664. Over de activiteiten van Legrenzi in de periode 1665-1670 is weinig bekend. Dit komt waarschijnlijk omdat veel van zijn werk uit die tijd verloren is gegaan tijdens de Tweede Wereldoorlog. Hij beëindigde zijn samenwerking met de 'Academie van de Heilige Geest' omdat hij daar geen vaste aanstelling kreeg. Hij kon zich deze luxe permitteren, omdat hij veel opbrengsten had uit zijn muzikale publicaties. Hij publiceerde tijdens deze periode ook de meeste van zijn werken, een enorme collectie voor dubbelkoor. Legrenzi had zijn zaakjes goed geregeld en is vervolgens in 1670 in Venetië gaan wonen. Hij nam een baan als muziekleraar aan 'Santa Maria dei Derelitti' (het Ospedaletto). Deze baan hield hij aan tot 1676. Tijdens deze periode was hij bezig met verdere publicaties, muzikale opdrachten, in het bijzonder oratoria, en af en toe een optreden. In 1676 was hij in de race voor de benoeming tot maestro in San Marco als opvolger van Cavalli. De voorkeur werd echter op dat moment gegeven aan Natale Monferrato. Later in dat jaar werd hij koormeester van het 'Ospedale dei Mendicanti', waar hij bleef tot 1682. Toen hij in 1683 erin slaagde Antonio Sartorio als vice-maestro in San Marco op te volgen, was hij samen met Carlo Pallavicini de belangrijkste operacomponist van zijn tijd.
Hij produceerde tien opera’s in vijf jaar tijd. Uiteindelijk volgde Legrenzi zijn rivaal Monferrato toch nog op als kapelmeester bij San Marco in april 1685. In 1685 verkeerde Legrenzi echter in slechte gezondheid, en de laatste jaren van zijn leven zijn dan ook overschaduwd door ziekte. Hij nam nog maar weinig deel aan de diensten van San Marco en liet de optredens steeds meer over aan zijn vice-maestro, Gian Domenico Partenio. Legrenzi overleed op 27 mei 1690 aan nierstenen.

## Composities
- Concerti Musicali per uso di Chiesa. op. 1 (Venetië, Alessandro Vincenti, 1654)
- Sonata a due, e tre. op. 2 (Venetië Francesco Magni, 1655)
- Harmonia d'affetti Devoti a due, tre, e quatro, voci. op. 3 (Venetië, Alessandro Vincenti, 1655)
- Sonate dà Chiesa, e dà Camera, Correnti, Balletti, Alemane, Sarabande a tre, doi violini, e violone. Libro Secondo. op. 4 (Venetië, Francesco Magni, 1656)
- Salmi a cinque, tre voci, e due violini. op. 5 (Venetië, Francesco Magni, 1657)
- Sentimenti Devoti Espressi con le musica di due, e tre voci. Libro Secondo. op. 6 (Venetië, Francesco Magni detto Gardano, 1660). Een tweede druk is in Antwerpen in 1665 gepubliceerd.
- Compiete con le Lettanie & Antifone Della B.V. a 5. voci. op. 7 (Venetië, Francesco Magni detto Gardano, 1662)
- Sonate a due, tre, cinque, a sei stromenti. Libro 3. op. 8 (Venetië, Francesco Magni, 1663)
- Sacri e Festivi Concerti. Messa e Salmi a due chori con stromenti a beneplacito. op. 9 (Venetië, Francesco Magni Gardano, 1667)
- Acclamationi Divote a voce sola. Libro Primo. op. 10 (Bologna, Giacomo Monti, 1670)
- La Cetra. Libro Quarto di Sonate a due tre e quattro stromenti. op. 10 (Venetië, Francesco Magni Gardano, 1673, herdrukt 1682)[1]
- Cantate, e Canzonette a voce sola. op. 12 (Bologna, Giacomo Monti, 1676)
- Idee Armoniche Estese per due e tre voci. op. 13 (Venetië, Francesco Magni detto Gardano, 1678)
- Echi di Riverenza di Cantate, e Canzoni. Libro Secondo. op. 14 (Bologna, Giacomo Monti, 1678)
- Sacri Musicali Concerti a due, e tre voci. Libro Terzo. op. 15 (Venetië, Gioseppe Salla, 1689)
- Balletti e Correnti a cinque stromenti, con il basso continuo per il cembalo. Libro Quinto Postumo. op. 16 (Venetië, Giuseppe Sala, 1691)
- Motetti Sacri a voce sola con tre strumenti. op. 17 (Venetië, Gioseppe Sala, 1692)

## J.S. Bach
Van Johann Sebastian Bach zijn drie verschillende versies overgeleverd van een 'Thema Legrenzianum, Elaboratum per Joan Seb. Bach. cum subjecto, pedaliter'. Het betreft een fuga voor orgel in c kleine terts (BWV 574  574a, 574b) dat gebaseerd blijkt op een thema uit een deel van de elfde sonate voor twee violen en basso continuo -getiteld 'Mont'Albana'- uit Legrenzi's uitgegeven collectie van ensemblesonates Opus 2 (Venetië, 1655).
Bach's Legrenzi-fuga dateert vermoedelijk uit zijn (eerste) ambtsperiode als beroepsmusicus (kerkorganist) te Arnstadt, wellicht zelfs uit de periode daarvoor (Lüneburg, 1700-1702). In 2013 werd vastgesteld dat het thema niet afkomstig is van Legrenzi zelf, maar van Giovanni Battista Bononcini, uit diens reeks triosonates op. 6.
- Bibsys: 99009938
- Biblioteca Nacional de España: XX1735632
- Bibliothèque nationale de France: cb14029854f (data)
- CiNii: DA03383019
- Gemeinsame Normdatei: 118827472
- International Standard Name Identifier: 0000 0001 0888 6713
- Library of Congress Control Number: n80158654
- Nationale Bibliotheek van Letland: 000216657
- MusicBrainz: 82df2c6f-0b9a-4db3-9c18-648342bcf83c
- Nationale Bibliotheek van Tsjechië: jn19990004957
- Nationale Bibliotheek van Israël: 987007280526005171
- Nationale Bibliotheek van Polen: a0000001710948
- Nederlandse Thesaurus van Auteursnamen: 069236909
- Istituto Centrale per il Catalogo Unico: LO1V038193
- LIBRIS: 214674
- SNAC: w690248m
- Système universitaire de documentation: 077907108
- Trove: 1077410
- Virtual International Authority File: 37115920
- WorldCat: E39PBJjRYDkPhrDG69BFxRY3wC